# 君士坦斯二世
君士坦丁（拉丁語：Constantinus，羅馬化：Kōnstantīnos；630年11月7日—668年9月15日），也被稱為君士坦斯二世（羅馬化：Kōnstas），绰号大胡子（羅馬化：ho Pōgōnãtos），唐朝史書以此绰号稱他為波多力，是一位東羅馬帝國皇帝（641年－668年在位）。君士坦斯是最後一位被證實擔任執政官的皇帝，於642年就任，儘管該職位一直存在到利奧六世（886年-912年在位）統治時期。
他的宗教政策是，他在東正教和基督一志論派的爭端中保持中間路線，拒絕迫害任何一方，並於648年以君士坦斯敕令禁止討論耶穌基督的本質。他的統治時期恰逢阿拉伯人（正統哈里發國）在640年代末至660年代入侵，當時入侵的哈里發是歐麥爾·本·赫塔卜、奧斯曼·本·阿凡和穆阿維亞一世。君士坦斯是自476年西羅馬帝國覆滅以來第一位訪問羅馬的皇帝，也是最後一位在東羅馬帝國仍統治羅馬期間訪問羅馬的皇帝。

## 早年生涯
君士坦斯於630年11月7日出生於東羅馬帝國首都君士坦丁堡，父親是皇帝君士坦丁三世，母親是格雷戈里亞皇后。君士坦丁三世是皇帝希拉克略的兒子，母親格雷戈里亞是尼西塔斯的女兒，而尼基塔斯是希拉克略的堂兄。
希拉克略於641年2月去世，君士坦丁三世和他同父異母的弟弟希拉克略二世繼承了他的皇位，赫拉克洛納斯是希拉克略與其侄女及第二任妻子瑪蒂娜皇后所生。君士坦斯很可能被他的父親擁立封為凱撒，以便與瑪蒂娜及其兒子們爭奪王位。君士坦丁三世在位三個月後突然駕崩，留下15歲的希拉克略二世擔任皇帝。
641年9月，由於有傳言稱希拉克略二世和皇太后瑪蒂娜毒死了君士坦丁三世，10歲的君士坦斯二世被加冕為共治皇帝。同年晚些時候大約在11月5日，希拉克略最信任的將軍之一瓦倫丁廢黜了希拉克略二世，君士坦斯二世成為唯一的皇帝。君士坦斯的登基得益於民眾對其叔叔希拉克略二世的強烈抗議，以及瓦倫丁率領的軍隊庇護。儘管這位早熟的皇帝在元老院發表講話，指責希拉克略二世和瑪蒂娜弒父，但他的統治是在君士坦丁堡大牧首保羅二世領導的元老院攝政下進行的。644年，瓦倫丁試圖奪取政權，但未能成功。

## 皇帝

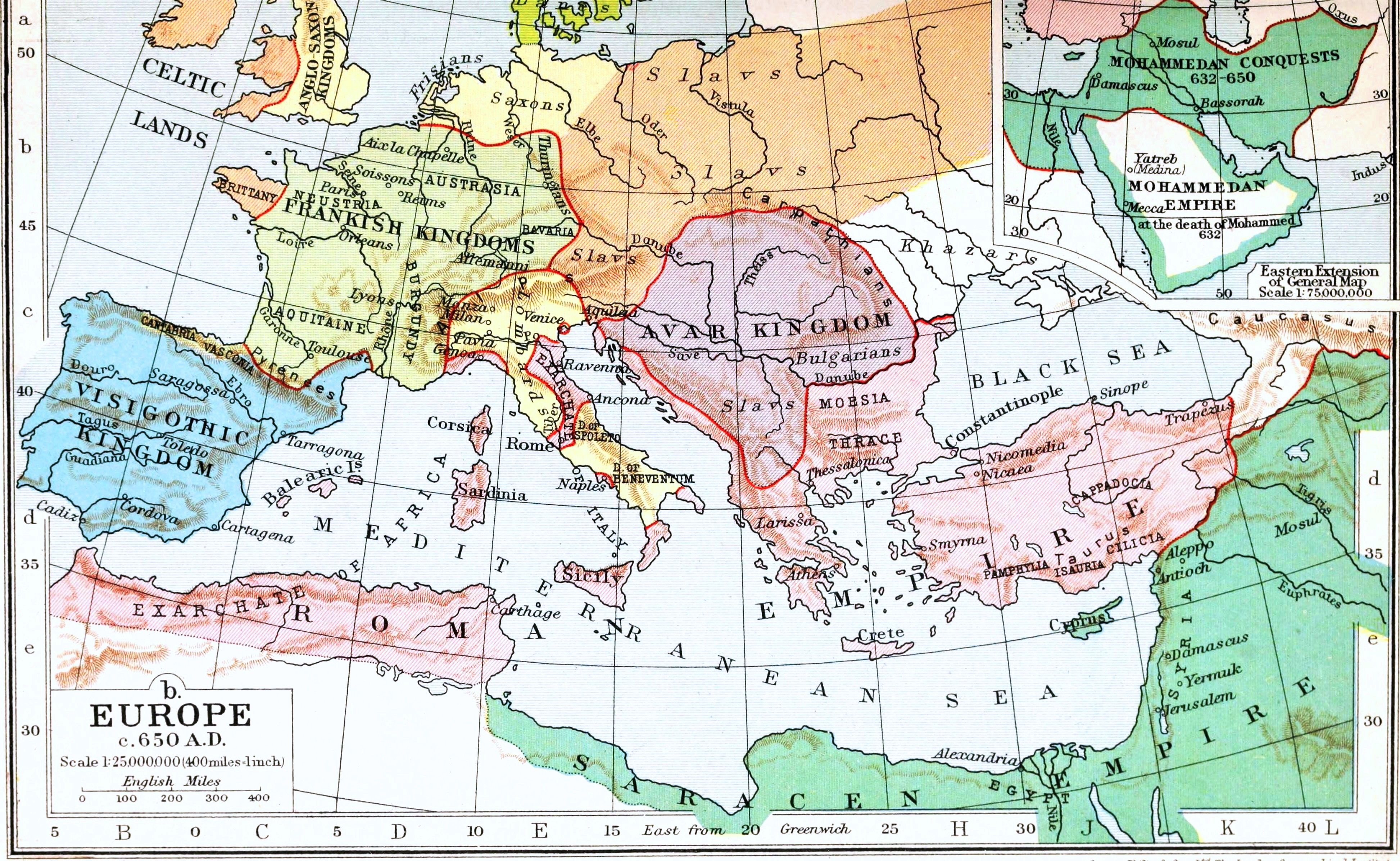
650年君士坦斯二世統治下的帝國

在君士坦斯統治下，東羅馬帝國於642年徹底撤出埃及行省，第三任哈里發奧斯曼·本·阿凡（644-656年在位）對地中海和愛琴海的島嶼發動了多次攻擊。645年，在海軍將領曼努埃爾的率領下，東羅馬艦隊再次佔領了亞歷山大，亞歷山大人將他譽為解放者，因為正統哈里發國徵收了更重的稅賦，並且對他們的宗教缺乏尊重。然而，曼努埃爾將他的時間和聲望浪費在了掠奪鄉村上，最終阿拉伯軍隊迫使他回國。西部教士對基督一志論的強烈反對，以及阿非利加总督区總督貴族格里高利的叛亂，使局勢變得更加複雜。後者在與哈里發奧斯曼的阿拉伯軍隊的戰鬥中陣亡（穆斯林征服馬格里布），該地區一直是哈里發的藩屬國，直到第一次伊斯蘭內戰爆發，帝國統治再次恢復。

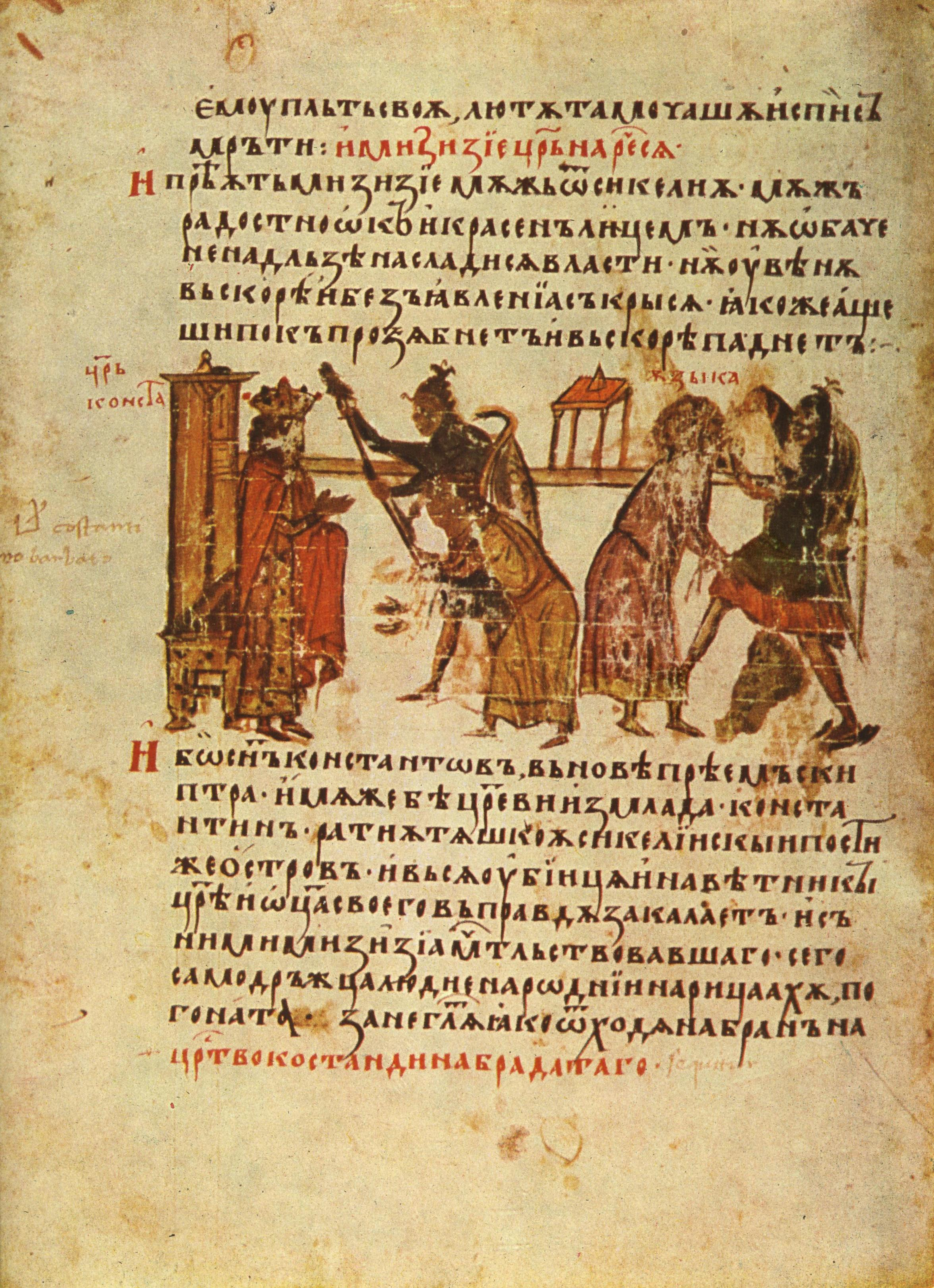
皇帝君士坦斯二世下令對宣信者马克西姆施以酷刑。場景出自12世紀的《瑪納塞斯編年史》。

君士坦斯試圖在東正教和基督一志論之間的教會爭端中尋找中間路線，他拒絕迫害任何一方，並於648年頒布敕令（君士坦斯敕令），禁止進一步討論耶穌基督的本質。自然，這種互利共贏的妥協方案，讓少數爭論中的激進參與者感到滿意。
同時，正統哈里發國的擴張動能有增無減。647年，他們進攻亞美尼亞和卡帕多西亞，並洗劫了凱撒利亞馬札卡。同年，他們襲擊了阿非利加总督区，並殺死了總督格列高利。 648年，阿拉伯人襲擊了弗里吉亞，並於649年首次對克里特島發動海上遠征。650-651年，阿拉伯人對奇里乞亞和伊蘇利亞發動大規模攻勢，迫使君士坦斯與哈里發奧斯曼的敘利亞總督穆阿維葉一世進行談判，穆阿維葉後來成為奧瑪亞哈里發國（倭馬亞王朝）的第一任哈里發。隨後的休戰為君士坦斯提供了短暫的喘息機會，使君士坦斯得以守住亞美尼亞西部。

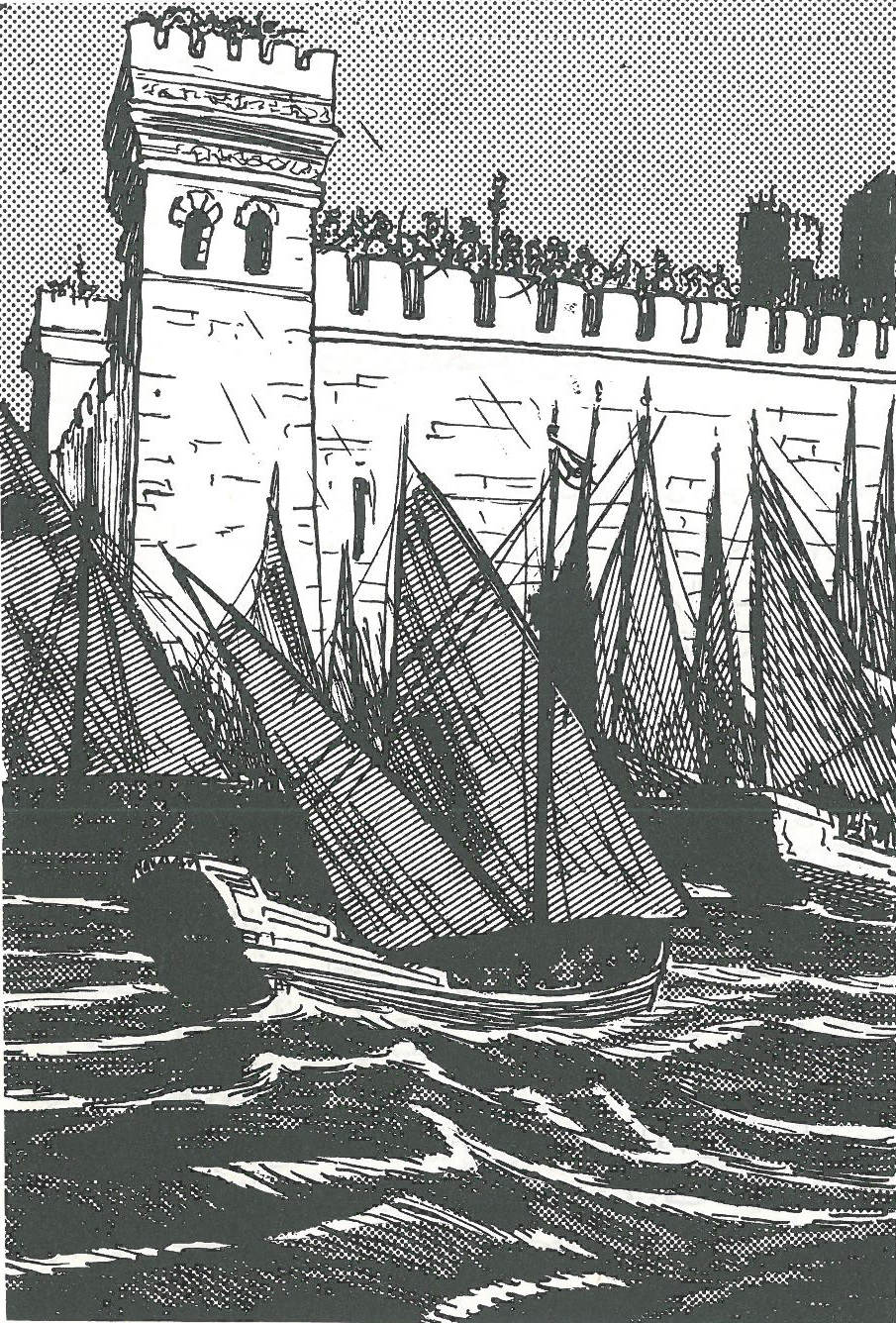
船桅之戰

然而654年，穆阿維葉再次發動海上攻擊，洗劫了羅德島。655年，君士坦斯率領艦隊在船桅之戰中攻打菲尼凱（吕基亚附近）的穆斯林軍隊，但戰敗。500艘東羅馬戰艦在戰中被毀，君士坦斯本人也險些喪命。這場海戰慘烈至極，皇帝只能與一名手下交換衣服才得以逃脫。據編年史家宣信者狄奧法內斯所述，戰前皇帝夢見自己身處塞薩洛尼基；這個夢預示著他將敗於阿拉伯人之手，因為“塞薩洛尼基”一詞與“thes allo niken”一詞相似，後者意為“將勝利給他人（敵人）”。哈里發奧斯曼正準備進攻君士坦丁堡，但他未能實施計劃，因為第一次伊斯蘭內戰於656年爆發。
658年，因伊斯蘭內戰東部邊境壓力減輕，君士坦斯擊敗了巴爾幹半島的斯拉夫人，暫時恢復了東羅馬對他們的統治，並將部分斯拉夫人重新安置在安納托利亞（約649年或667年）。659年，他遠征東方，利用米底地區反哈里發的叛亂。同年，他與阿拉伯人締結了和平條約。

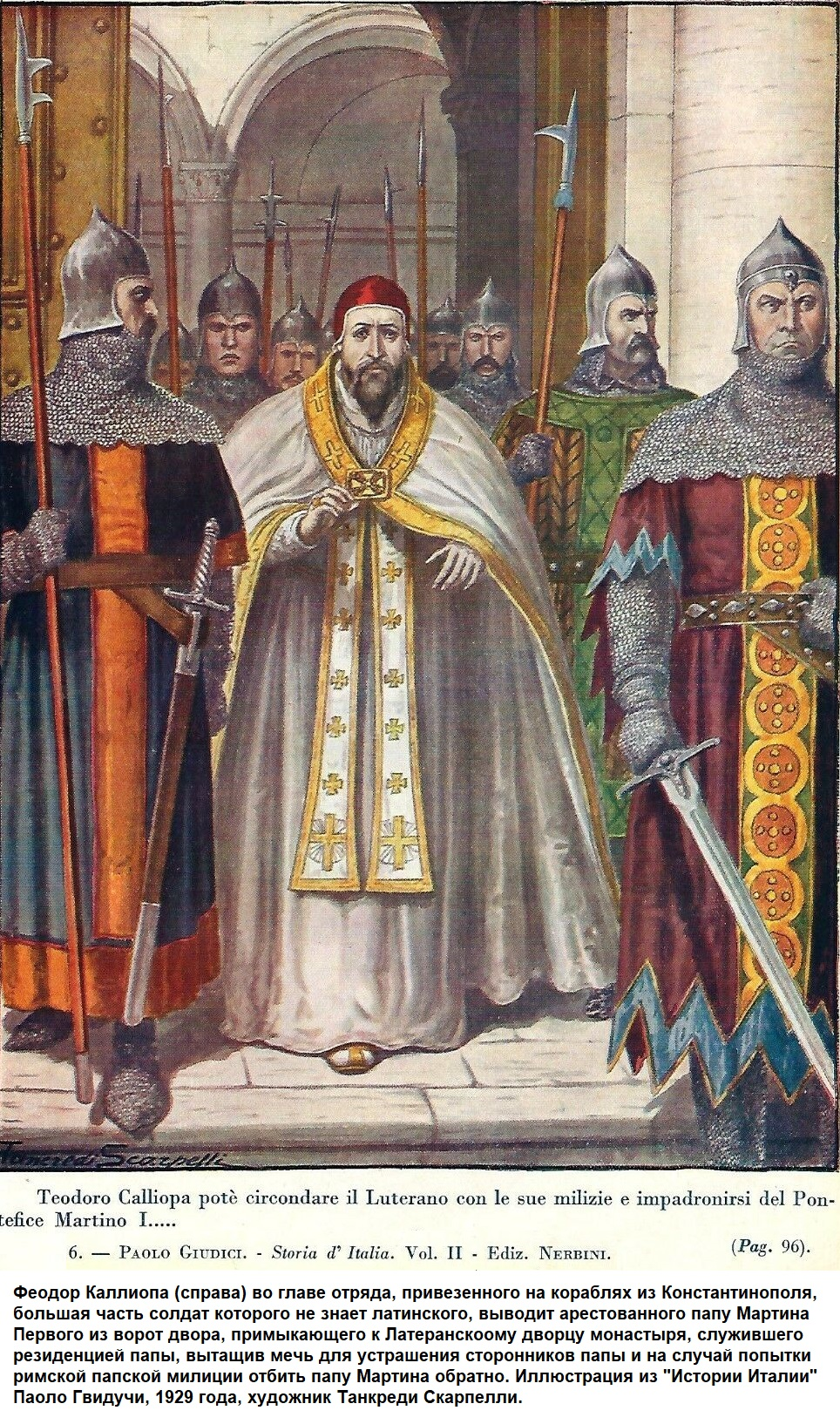
根據君士坦斯二世的命令，拉文納总督区總督狄奧多爾·卡利奧帕斯（右）在羅馬逮捕了教宗瑪定一世

現在，君士坦斯可以再次處理教會事務了。教宗瑪定一世在649年的拉特蘭會議上譴責了基督一志論以及君士坦斯試圖阻止關於基督一志論的辯論。皇帝命令拉文納总督区總督逮捕教宗。奧林匹烏斯總督推卸了這項任務，但他的繼任者狄奧多羅一世·卡利奧帕斯於653年逮捕了教宗。教宗瑪定一世被帶到君士坦丁堡，被判為罪犯，最終被流放到克森尼索，並於655年在那裡去世。
君士坦斯越來越擔心他的弟弟狄奧多西會將他趕下皇位；因此他迫使狄奧多西出任神職，並於660年將其處死。君士坦斯的兒子君士坦丁、希拉克略和提比略自650年代起就一直作為共治皇帝。然而，由於招致君士坦丁堡市民的仇恨，君士坦斯決定離開首都，遷往西西里的敘拉古。
途中，他在馬其頓停留，並在塞薩洛尼基與斯拉夫人作戰並取得勝利。之後，在662-663年的冬天，他在雅典紮營。
663年，他從那裡繼續前往義大利拉文納总督区。他進攻倫巴第人的貝內文托公國，當時該公國涵蓋了義大利南部的大部分地區。趁貝內文托的倫巴第國王格里莫爾德一世與來自紐斯特里亞的法蘭克王國軍隊交戰之際，君士坦斯在塔蘭托登陸，圍攻盧切拉和貝內文托。然而貝內文托激烈抵抗，君士坦斯撤回那不勒斯。在從貝內文托前往那不勒斯的途中，君士坦斯二世在普尼亞附近被卡普阿伯爵米托拉斯擊敗。君士坦斯命令他的軍隊指揮官薩布魯斯再次進攻倫巴第人，但他在阿韋利諾和薩萊諾之間的福里諾被倫巴第人擊敗。
663年，君士坦斯訪問了羅馬12天，他是自476年西羅馬帝國覆滅以來第一位皇帝，也是自395年羅馬帝國分裂以來僅有的兩位踏足羅馬的東羅馬皇帝之一（與約翰五世並列）。他受到了教宗维达（657-672年在位）的隆重接待。儘管與维达關係友好，他還是剝奪了包括萬神殿在內的建築物上的裝飾物和青銅，並將其運回君士坦丁堡。666年，他宣布教宗對拉文納總主教沒有管轄權，因為該城是总督区總督的所在地，而總督是教宗的直接代表。他隨後在卡拉布里亞和撒丁島的行動中，進一步剝奪了義大利臣民的財產並要求他們納貢，這激怒了他的義大利总督区的臣民。
根據歷史學家沃倫·崔德戈德的說法，第一批軍區是在君士坦斯二世統治時期，即659年至661年間創建的。然而约翰·哈尔顿表示，儘管安納托利亞各省的軍隊確實重新分配了，並且可能導致了行政變革，但這種想法並沒有「一絲證據」支持。

## 暗殺與繼承人

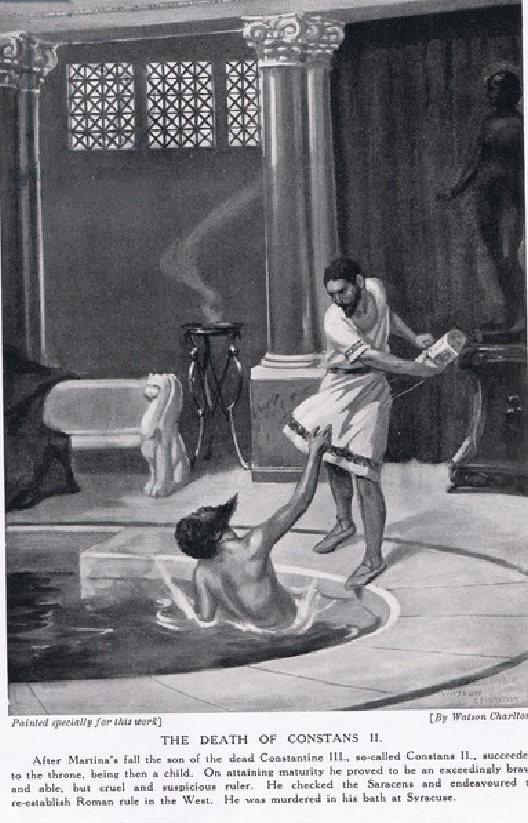
君士坦斯二世之死

668年7月15日，他在浴室中被侍從暗殺，要嘛是用桶子砸死，要嘛是用刀刺死。他的兒子君士坦丁繼承了他的王位，成為君士坦丁四世。篡位者梅策齐乌斯在西西里島的短暫篡位很快就被新皇帝鎮壓。

## 唐朝史書記載
《舊唐書》和《新唐書》都提到了拂菻（東羅馬帝國）派出的幾個使團，並將之比喻為大秦（羅馬帝國）。據記載，這些使團始於643年，當時國王「波多力」（Pōgōnãtos，君士坦斯二世）派遣使者覲見唐太宗，帶去了紅琉璃和綠寶石等禮物。據報導，其他接觸發生在667年、701年，也許還有719年，有時是透過中亞中間人進行的。這些歷史也記載，大食（正統哈里發國）派遣他們的指揮官「摩拽伐之」圍攻拂菻首都，並迫使拂菻人向他們進貢。
643年，君士坦斯二世使者與唐太宗在唐朝首都長安會面。談判的主題是絲路貨物延誤，原因是負責絲路貨物安全的西突厥汗國崩潰。為了恢復秩序，唐太宗支持選舉乙毗射匱可汗為汗國可汗，並有必要告知東羅馬帝國當局，因為東羅馬是絲綢之路貨物的主要接收國。

## 延伸阅读
- Ostrogorsky, George. . Oxford: Basil Blackwell. 1956.
- Meyendorff, John. . The Church in history 2. Crestwood, NY: St. Vladimir's Seminary Press. 1989  [2017-10-03]. ISBN 978-0-88-141056-3. （原始内容存档于2019-05-14）.
- The Oxford Dictionary of Byzantium, Oxford University Press, 1991.
- Liber Pontificalis
- Paul the Deacon, Historia Langobardorum, Book V